# Shark Jaws
Shark Jaws è un videogioco arcade del 1975 distribuito da Atari. Ispirato al film Lo squalo, è l'unico videogioco realizzato da Horror Games, società fondata da Nolan Bushnell.
Il videogioco compare nel film Piraña, parodia della pellicola di Steven Spielberg.

## Modalità di gioco
Nei panni di un nuotatore, lo scopo del gioco è catturare i pesci evitando lo squalo.